# Christian Gotthilf Weissflog
Christian Gotthilf Weissflog, född 1732 i Lauter i Erzgebirge, död 1804, var en tysk tonsättare. Han var far till Carl Weisflog.

## Biografi
Christian Gotthilf Weissflog föddes 1732 i Lauter i Erzgebirge. Weissflog blev student 1756 vid universitetet i Leipzig. Han utnämndes 1769 till kantor vid Gnadenkirche i Sagan. Weissflog avled 1804. Weissflog skrev kyrko- och instrumentalmusik samt åtskilliga operetter, varibland Das Erntefest och Der Schatz bör nämnas. Han var far till novellförfattaren och tonsättaren Carl Weisflog.